# Sideridis sericea
Sideridis sericea là một loài bướm đêm trong họ Noctuidae.